# Артуро Бенедетті Мікеланджелі
Арту́ро Бенеде́тті Микела́нджелі (5 січня 1920 — 12 червня 1995) — італійський піаніст, видатний музикант ХХ ст. 
Музичну освіту отримав у Міланській консерваторії. Всесвітню славу здобув після перемоги 1939 року на міжнародному конкурсі в Женеві, журі якого очолював Ігнацій Ян Падеревський. Окрім виконавської діяльності викладав також у консерваторіях Болонії, Венеції і Больцано. 1968 року після банкрутства фірми грамзапису, з якою піаніст був пов'язаний і арешту майна, Мікеланджелі переселився в Лугано і більше ніколи не повертався в Італію. 
Протягом життя вів активну гастрольну діяльність, зокрема 1964 — в Москві. Надзвичайно високу оцінку дав Мікеланджелі Генріх Нейгауз. Він писав:

| «Передусім, слід згадати нечувану досконалість його виконання, досконалість, що не допускає ніяких випадковостей, коливань хвилини, жодних відхилень від раз визнаного їм, установленого й виробленого величезною подвижницькою працею — ідеалу виконання… Як усякий видатний піаніст, Бенедетті-Микеланджелі має неймовірно багату звукову палітру. Основа музики — час-звук — у нього розроблена й використана в повній мірі. Ось піаніст, що вміє відтворити перше народження звуку й всієї його зміни й градації аж до fortissimo, залишаючись завжди в межах витонченого й прекрасного. Дивна пластичність його гри, пластичність глибокого барельєфа, що дає чарівну гру світлотіней.» |